# Ангел (пісня)
«Ангел» — останній сингл гурту Lama з альбому «Назавжди». Сингл вийшов 2013 року.
6 вересня 2013 року на офіційному профілі Facebook співачка Lama розмістила повідомлення про вихід синглу «Ангел», який вона присвятила своєму батькові, якого не стало минулого року. А вже 18 вересня на сайті YouTube з'явилось офіційне відео до пісні. Пізніше відео потрапило до ефіру телеканалу М1. У жовтні 2013 радіо-сингл тримався на першій сходинці чарту «ФДР Топ 40».

## Відеокліп
Відео було відзняте влітку 2013 року у приміщенні київської Малої опери. На відео показано Наталію Дзеньків та барабанщика гурту, що знаходяться у темній кімнаті (образ кімнати батька Наталії), де все нагадує саме про нього. Відео переплітається з кадрами особистих речей батька.
Постановкою відео займався режисер Олександр Стеколенко, відомий роботою з колективами «Океан Ельзи», «Ляпіс Трубецькой», «Крихітка Цахес» та іншими.
|                                        | «Пісня «Ангел» присвячена людям, яких я люблю, в першу чергу мого батька, якого вже немає з нами. Одна з тем цієї композиції - зв'язок між світом, у якому ми живемо і тим, у який потрапляємо після нашої фізичної смерті». «Ми хотіли зняти атмосферний, побудований на певних образах відеокліп. Сама пісня наштовхнула на таку ідею. |
| — , Наталія Дзеньків у своєму інтерв'ю | |

.